# Ágústína Jónsdóttir
Ágústína Jónsdóttir (née le 4 mai 1949 à Reykjavik) est une poétesse et illustratrice islandaise.

## Biographie
Ágústína Jónsdóttir a étudié la cosmétique et est devenue esthéticienne en 1968 avant d'obtenir en 1976 un diplôme d'institutrice d'école maternelle. Elle obtient finalement un diplôme de professeur des écoles en 1991 et enseigne à Kópavogur dans la banlieue de Reykjavik.

## Œuvres
Ágústína Jónsdóttir a publié son premier recueil en 1994. Elle a été traduite en anglais et en français. L'auteure illustre elle-même ses poèmes, dans chacun de ses recueils.

### Recueils publiés en Islande
- Að baki mánans (Derrière la lune), Fjölvi, 1994, 87 p.  (ISBN 9789979582489) ;
- Snjobirta,  Fjolvautgafan, 1995, 78 p.  (ISBN 9789979582656) ;
- Sonata (Sonate), Fjolvautgafan, 1995, 73 p.  (ISBN 9789979582748) ;
- Lífakur, Fjolvautgafan, 1997, 60 p.  (ISBN 9789979583073) ;
- Vorflautan, 2000.

### Œuvres publiées en français
- poèmes choisis, in 25 poètes islandais d´aujourd´hui, Écrits des Forges / Le Temps des Cerises, Trois-Rivières, Québec, 2004 (trad. de l'islandais par Þór Stefánsson et Lucie Albertini)  (ISBN 9782890468429).